# John M. Armleder
John M. Armleder (ou John M Armleder) est un plasticien, collectionneur, éditeur, libraire, galeriste suisse né à Genève le 24 juin 1948. Il développe des interventions minimales ainsi que des installations de remplissage d'espace. Il est représenté par Almine Rech.

## Biographie
Il suit des études au collège de Genève. En 1967, ne voulant pas faire son service militaire, il reste sept mois à la prison genevoise de Saint-Antoine.
En 1973, avec d’autres artistes proches du mouvement Fluxus, Patrick Lucchini et Claude Rychner, John Armleder fonde le collectif Ecart.
Le collage mail art le fait évoluer vers l'abstraction géométrique qui marque ses premières peintures, gratuitement formalistes. Assimilé à la tendance néo-géo, il élabore à partir de 1979 un vocabulaire personnel.[réf. nécessaire]

## Expositions personnelles

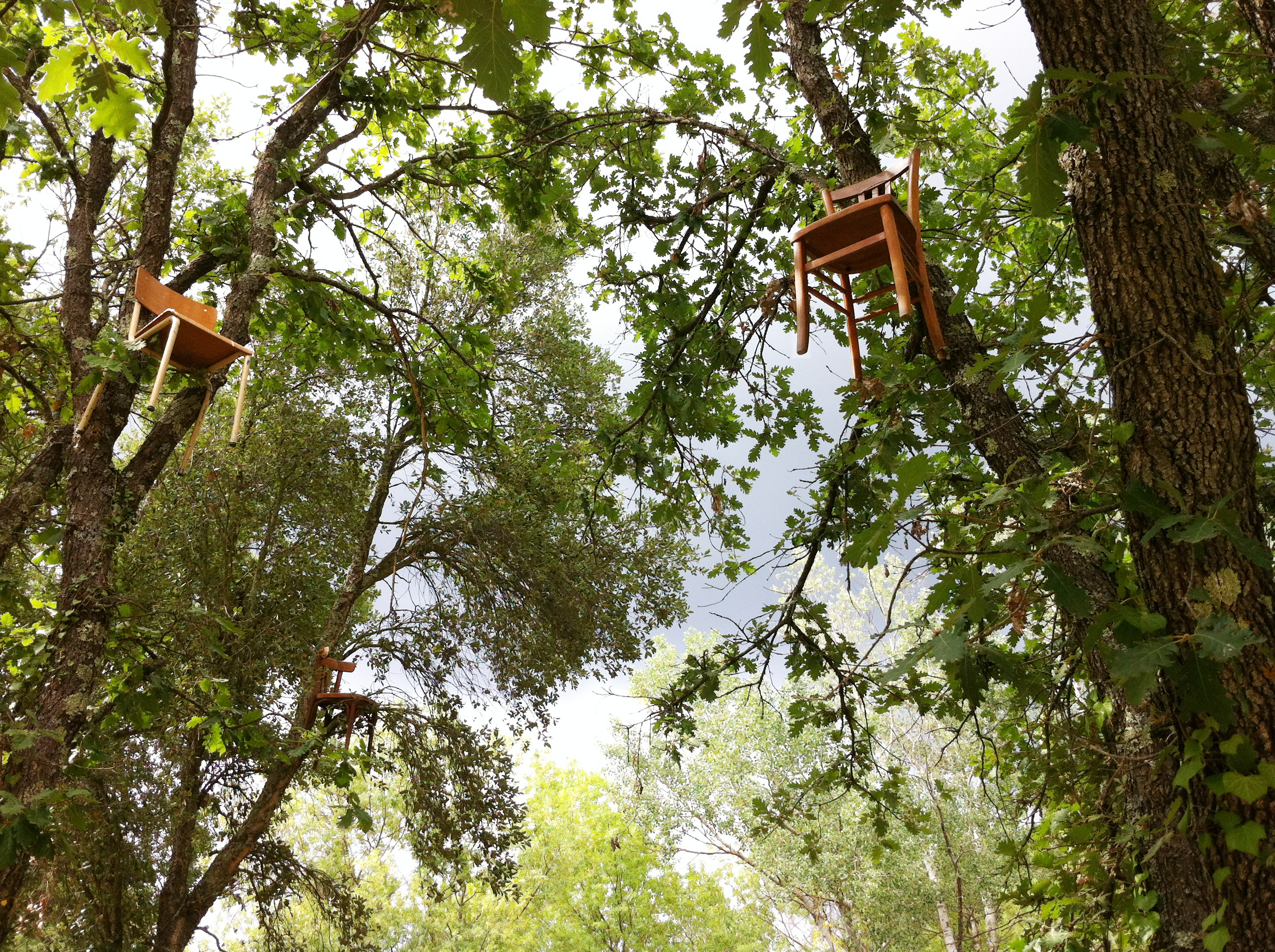
Untitled, 1984/2022, œuvre d'art dans les arbres, Open House, 2022.

John Armleder a représenté la Suisse lors de grandes manifestations ou expositions internationales : Biennale de Paris (1975), Pavillon suisse (Biennale de Venise, 1986), Prospect (Francfort, 1986), Dokumenta (Cassel, 1987), Biennale de Sydney (1986), Toyama Now (Triennale du Japon, 1993), Open Ends (MoMA, New York, 2000), Exposition universelle de Séville.